# Акбулак (Хромтауський район)
Акбула́к (каз. Ақбұлақ) — село у складі Хромтауського району Актюбінської області Казахстану. Входить до складу Тасоткельського сільського округу.
У радянські часи село було частиною села Тасоткель.
Населення — 175 осіб (2021; 259 у 2009, 355 у 1999).